# Tiliacora gossweileri
Tiliacora gossweileri là một loài thực vật có hoa trong họ Biển bức cát. Loài này được Exell miêu tả khoa học đầu tiên năm 1926.